# Franz Hauer (Widerstandskämpfer)
Franz Hauer (geboren am 28. Jänner 1905 in Wien; gestorben am 13. März 1944 ebenda) war ein österreichischer Schuhmachergehilfe und Widerstandskämpfer gegen das NS-Regime. Er wurde am 27. November 1943 gemeinsam mit weiteren fünf Widerstandskämpfern von der NS-Justiz zum Tode verurteilt und dreieinhalb Monate später im Wiener Landesgericht mit dem Fallbeil hingerichtet.

## Leben
Hauer wurde bereits 1938 wegen „kommunistischer Betätigung“ mit einem Jahr Kerker bestraft. Ab 1939 betätigte er sich laut Anklage als „kommunistischer Werber“, bezahlte Mitgliedsbeiträge für die KPÖ und nahm an Funktionärsbesprechungen teil. Er wurde am 9. November 1942 von der Wiener Gestapo verhaftet und verhört. Die Anklage lautete auf „Vorbereitung zum Hochverrat“. Er wurde schließlich – gemeinsam mit den Genossen Franz Anderle, den Brüdern Franz und Michael Heindl, Therese Klostermann und Max Schrems – am 27. November 1943 vom Volksgerichtshof zum Tode verurteilt. Dem Urteil ist zu entnehmen:

„Die Angeklagten Klostermann, Gebrüder Heindl, Franz Hauer, Anderle und Schrems sind dadurch, dass sie bis Ende 1942 als Funktionäre der Kommunistischen Partei versucht haben, die Heimatfront zu zersetzen, der schwer kämpfenden Front in den Rücken gefallen. Solche Taten können nur mit dem Tode gesühnt werden. Der nationalsozialistische Staat würde sich selbst aufgeben, wenn er Menschen, die noch im 4. Kriegsjahr bewusst für den Kommunismus arbeiteten, nicht endgültig aus der deutschen Volksgemeinschaft ausschließen würde.“

Am 13. März 1944 wurde Franz Hauer mittels Guillotine im Hinrichtungsraum des Wiener Landesgerichts hingerichtet. Gemeinsam mit ihm wurden an diesem Tag 15 weitere Widerstandskämpfer vom NS-Regime ermordet, darunter seine Mitangeklagten Franz Anderle, Franz und Michael Heindl, sowie als einzige Frau Therese Klostermann. Der sechste Angeklagte, Max Schrems, wurde erst am 7. April 1944 geköpft.
Hauer wurde in der Schachtgräberanlage der Gruppe 40 (Reihe 22/Grab 48) des Wiener Zentralfriedhofes bestattet.

## Gedenken

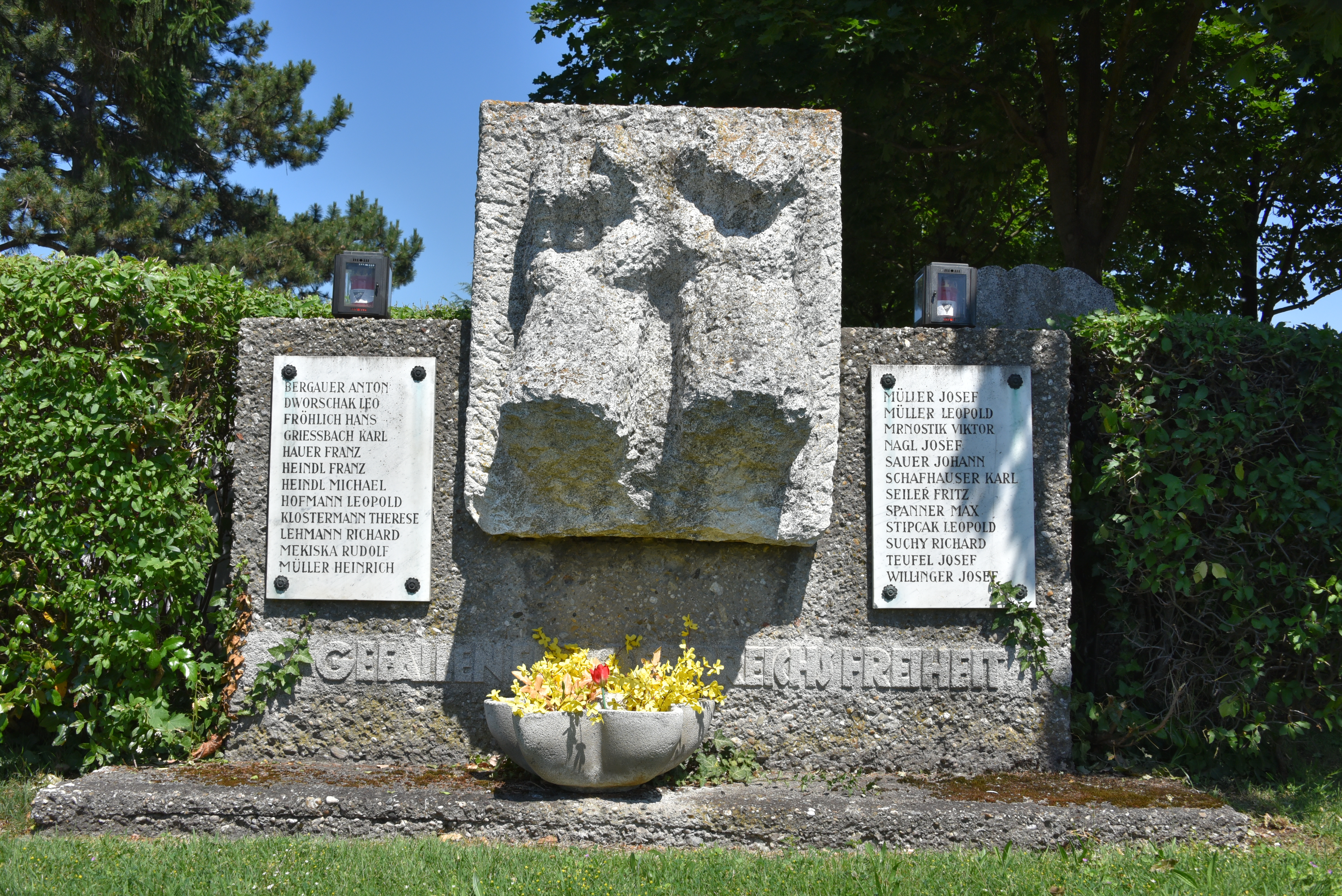
Freiheitskämpferdenkmal am Atzgersdorfer Friedhof, errichtet 1954

- Am 1. November 1954 wurde auf dem Atzgersdorfer Friedhof das Freiheitskämpfer-Denkmal enthüllt, gestaltet vom Bildhauer Franz Pixner. Es erinnert an insgesamt 24 Widerstandskämpfer, die dem Austrofaschismus bzw. dem NS-Regime ihr Leben lassen mussten: Anton Bergauer, Leo Dworschak, Hans Fröhlich, Karl Griesbach, Franz Hauer, Franz und Michael Heindl, Leopold Hofmann, Therese Klostermann, Richard Lehmann, Rudolf Mekiska, Viktor Mrnustik, Heinrich Müller, Josef Müller, Leopold Müller, Josef Nagl, Johann Sauer, Karl Schafhauser, Fritz Seiler, Max Spanner, Leopold Stípčak, Richard Suchy, Johann Teufel und Josef Willinger.[1]
- Sein Name wurde auch auf der Gedenktafel im ehemaligen Hinrichtungsraum des Wiener Landesgerichts eingraviert.[2]

Hauer findet sich auch in der Liste Liesinger Opfer des Nationalsozialismus 1938 – 1945 der Initiative Steine der Erinnerung in Liesing, die Errichtung eines Gedenksteines vor seinem letzten Wohnort ist geplant.